# Karl-David Sundberg
Karl-David Sundberg, född 5 mars 1942, är en svensk företagare, mest känd för att han genom sitt bolag INEXA Profil tog över verksamheten i Ovako Steel i Luleå. Sundberg var också med och grundade bryggeriet och bränneriet The Nils Oscar Company samt Tärnö slott utanför Nyköping. År 2020 sålde Sundberg-familjen Nils Oscar AB till en grupp investerare i Sörmland.

## Inexa Steel AB:s historia
SSAB (Svenskt Stål AB) överlät i september 1988 dotterbolaget SSAB Profiler AB (hädanefter kallat Profilbolaget) med verksamhet i Borlänge och Luleå till Ovako Steel AB. År 1990 beslöt Ovako-koncernen att flytta Profilbolagets verksamhet i Borlänge till Luleå. 
Profilbolaget hade under början av 1990-talet stora ekonomiska problem, och man sökte genomföra en rekonstruktion av bolaget. Till slut bestämde man sig för att låta Sundberg, som bland annat tidigare varit verkställande direktören i SKF Steel AB, köpa bolaget. Sundberg förvärvade, genom det av honom helägda Inexa Steel AB i maj 1992 från Ovako Steel AB samtliga aktier i Profilbolaget. Därefter överläts Profilbolagets samtliga tillgångar till Inexa Steel AB:s dotterbolag Inexa Profil AB .
INEXA Profil sattes 17 september 2001 i konkurs och ca 330 stålarbetare miste sina arbeten och gick dessutom miste om lön och innestående semesterdagar. Detta trots att Karl-David Sundberg gjort hundratals miljoner i vinst.

## Kontrovers
Karl-David Sundberg gjorde sig känd genom den så kallade INEXA-skandalen i Luleå. Under det tidiga 90-talet fick han köpa företagen INEXA Profil för 1 (en) krona men fick samtidigt ett kapitaltillskott på 500 miljoner SEK av den tidigare ägaren för att i akt och mening att trygga produktion och arbetstillfällen. I media avslöjades senare att samma belopp (500 miljoner SEK) metodiskt överförts till Sundbergs övriga bolag. Slutligen försattes INEXA Profil 2001 i konkurs och över 300 stålarbetare miste sina arbeten. Det hela väckte stor uppmärksamhet i Norrbotten.